# Pseudoscalibregma aciculata
Pseudoscalibregma aciculata är en ringmaskart som beskrevs av Hartman 1965. Pseudoscalibregma aciculata ingår i släktet Pseudoscalibregma och familjen Scalibregmatidae.
Artens utbredningsområde är Mexikanska golfen. Inga underarter finns listade i Catalogue of Life.